# قبعة الشمس

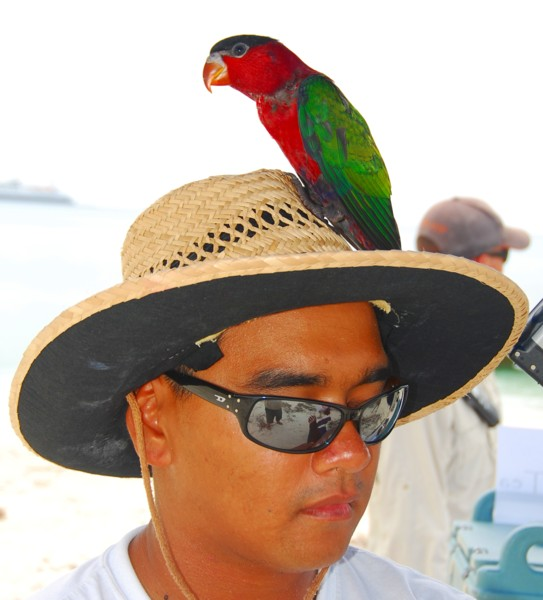
رجل مرتدي قبعة الشمس.

قبعة الشمس (وتعرف أيضاً باسم قبعة الحصاد أو قبعة الحقل) هي قبعة تغطي الرأس ومصممة خصيصا لتظليل الوجه والكتفين من الشمس ويوجد منها أنواع عديدة مثل قبعة القش وتباع قبعات الشمس في أماكن كثيرة في دول العالم خصوصا في أماكن المنتجعات القريبة من خط الاستواء وهي مفيدة بشكل خاص في حماية البشرة من الأشعة فوق البنفسجية.